# László Deák
László Deák (* 1. Juli 1891 in Erlau; † 5. November 1946 in Žabalj, Vojvodina) war ein ungarischer Offizier in der k.u.k. Armee und in der Königlich-Ungarischen Armee. Am Ende seiner Laufbahn war er Oberst.

## Leben
Von 1906 bis 1909 besuchte Deák die Infanterieschule in Ödenburg. 1912 schloss er die Ausbildung an der königlichen Militärakademie Ludovika in Budapest als Leutnant ab. Deák nahm in der k.u.k. Armee am Ersten Weltkrieg teil und trat nach Kriegsende in die Königlich-Ungarische Armee ein, wo er den Rang eines Obersts erreichte.
Während des Zweiten Weltkrieges nahm Deák im Januar 1942 als Oberst am Massaker von Novi Sad in der Batschka teil. Nach Protesten wurde er ebenso wie General Ferenc Feketehalmy-Czeydner im August 1942 in den Ruhestand versetzt, blieb jedoch zunächst ungestraft. Im Dezember 1943 wurde gegen ihn und 14 weitere Offiziere dann doch ein Prozess eröffnet, dem er sich durch Flucht nach Deutschland entzog.
Zum 1. März 1944 trat Deák der Waffen-SS als SS-Standartenführer bei und wurde wieder in der Batschka eingesetzt. Er leitete die Kampfgruppe Deak in Vojvodina. Ab November 1944 diente er in der 25. Waffen-Grenadier-Division der SS „Hunyadi“ (ungarische Nr. 1) und wurde zum Kommandeur des 61. Waffen-Grenadier-Regiments der SS ernannt, zum 9. November dieses Jahres wurde er zum SS-Oberführer befördert. Die Kampfgruppe Deak umfasste ungefähr 1000 Mann mit drei Infanterie-Kompanien, einem schweren Waffenzug und einem Fernmeldezug und war an der Verteidigung der Batschka und des Banats gegen die vorrückende Rote Armee beteiligt.
Vom 27. Dezember 1944 bis zum 23. Januar 1945 kommandierte Deák die 33. Waffen-Kavallerie-Division der SS (ungarische Nr. 3). Vom 23. Januar bis zum 29. Januar 1945 war er Kommandeur der 26. Waffen-Grenadier-Division der SS (ungarische Nr. 2).
Im Mai 1945 geriet er in US-amerikanische Kriegsgefangenschaft und wurde dann im Januar 1946 an Jugoslawien ausgeliefert. Hier wurde er am 31. Oktober 1946 wegen Mordes an 5000 Serben und Juden zum Tode verurteilt und zusammen mit Ferenc Szombathelyi und József Grassy am 5. November 1946 in Žabalj gehängt.